# Gran Premi de Gran Bretanya del 1957
Resultats del Gran Premi de la Gran Bretanya de Fórmula 1 de la temporada 1957, disputat al circuit de Aintree el 20 de juliol del 1957.

## Resultats
| Pos | No | Pilot                               | Equip            | Voltes | Temps/ Retirada  | Pos. de sortida | Punts |
| --- | -- | ----------------------------------- | ---------------- | ------ | ---------------- | --------------- | ----- |
| 1   | 20 | Tony Brooks · Stirling Moss         | Vanwall          | 90     | 3h 06' 37. 8     | 3               | 4 5   |
| 2   | 14 | Luigi Musso                         | Ferrari          | 90     | + 25.6 s         | 10              | 6     |
| 3   | 10 | Mike Hawthorn                       | Ferrari          | 90     | + 42.8 s         | 5               | 4     |
| 4   | 16 | Maurice Trintignant · Peter Collins | Ferrari          | 88     | + 2 Voltes       | 9               | 3     |
| 5   | 36 | Roy Salvadori                       | Cooper - Climax  | 85     | + 5 Voltes       | 15              | 2     |
| 6   | 38 | Bob Gerard                          | Cooper - Bristol | 82     | + 8 Voltes       | 18              |       |
| 7   | 22 | Stuart Lewis-Evans                  | Vanwall          | 82     | + 8 Voltes       | 6               |       |
| 8   | 32 | Ivor Bueb                           | Maserati         | 71     | + 19 Voltes      | 19              |       |
| Ret | 34 | Jack Brabham                        | Cooper - Climax  | 74     | Embragatge       | 13              |       |
| Ret | 4  | Jean Behra                          | Maserati         | 69     | Embragatge       | 2               |       |
| Ret | 12 | Peter Collins                       | Ferrari          | 53     | Pèrdua d'aigua   | 8               |       |
| Ret | 18 | Stirling Moss · Tony Brooks         | Vanwall          | 51     | Motor            | 1               |       |
| Ret | 2  | Juan Manuel Fangio                  | Maserati         | 49     | Motor            | 4               |       |
| Ret | 24 | Jack Fairman                        | BRM              | 46     | Motor            | 16              |       |
| Ret | 26 | Les Leston                          | BRM              | 44     | Motor            | 12              |       |
| Ret | 6  | Harry Schell                        | Maserati         | 39     | Bomba de l'aigua | 7               |       |
| Ret | 8  | Carlos Menditéguy                   | Maserati         | 35     | Transmissió      | 11              |       |
| Ret | 28 | Jo Bonnier                          | Maserati         | 18     | Caixa canvi      | 17              |       |
| NVS | 30 | Horace Gould                        | Maserati         |        | Accident         | 14              |       |

## Altres
- Pole: Stirling Moss 2' 00. 2

- Volta ràpida: Stirling Moss 1' 59. 2 (a la volta 55)

- Cotxes compartits:
  - Cotxe #20: Tony Brooks (26 voltes) i Stirling Moss (64 voltes). Van compartir els vuit punts de la primera plaça.
  - Cotxe #16: Maurice Trintignant (85 voltes) i Peter Collins (3 voltes). Trintignant va rebre els 3 punts de la quarta posició perquè es va estimar que Collins no havia donat un nombre de voltes significatiu.
  - Cotxe #18: Stirling Moss (25 voltes) i Tony Brooks (26 voltes).